# Aleksej Fëdorov
Oleksij Fedorovyč Fedorov (in ucraino Олексій Федорович Федоров?, in russo Алексей Фёдорович Фёдоров?, Aleksej Fëdorovič Fëdorov; Dnipro, 30 marzo 1901 – Kiev, 9 settembre 1989) è stato un partigiano sovietico durante la seconda guerra mondiale. È stato due volte eroe dell'Unione Sovietica, uno dei due capi partigiani a ricevere due volte l'onorificenza (l'altro fu l'ucraino Sydir Kovpak).

## Biografia
Nacque a Dnipro in una famiglia di contadini ucraini. Nel 1920 si è unito all'Armata Rossa combattendo nella guerra civile russa.
Nel 1927 si è iscritto al Partito Comunista dell'Unione Sovietica ed nel 1938 diventò primo segretario del comitato regionale di partito nell'Oblast' di Černihiv.
Dopo l'invasione dell'Unione Sovietica da parte della Germania nazista, Fëdorov diventò uno dei più importanti organizzatori della resistenza in Ucraina.
Durante l'inverno 1941-1942 comandò l'unità di partigiani di Černihiv, che, entro il marzo del 1942 fu protagonista di sedici scontri uccidendo oltre mille soldati delle truppe naziste. Nel maggio del 1942 fu insignito, con una stella d'oro, del titolo di Eroe dell'Unione Sovietica e dell'Ordine di Lenin. Durante la primavera e l'estate del 1943, le unità partigiane di Fëdorov appoggiarono la guerriglia in altre regioni dell'USSR, a nord-est dell'Ucraina, tra cui le regioni della Volinia, della Bielorussia, del Brjansk e dell'Orël.
Le operazioni di sabotaggio presso la stazione ferroviaria di Kovel' nell'autunno-inverno del 1943, i partigiani di Fëdorov bloccarono oltre 500 treni di approvvigionamento tedeschi.
Fu promosso Maggior generale e nel gennaio 1944 fu insignito della stella d'oro al valor militare.
Dopo la liberazione dell'Ucraina, Aleksej Fëdorov ha diretto comitati del partito Comunista in vari oblast' Ucraini, tra cui Cherson (1944–1949) Izmail (1950–1952) e Žytomyr (1952–1957). Nel 1957 divenne ministro del Welfare nel governo della Repubblica Socialista Sovietica Ucraina ed ha servito, fino al 1979, come deputato del Soviet Supremo dell'USSR.
Aleksej Fëdorov morì nel 1989 a Kiev. In suo onore della sua lotta anti-nazista venne costruito nella città di Dnipro un monumento.

## Opere
- Aleksej Fëdorov, Il comitato clandestino al lavoro, Feltrinelli, ISBN 978-88-680-2206-8.